# Thunder Force (film)
Thunder Force è un film del 2021 scritto e diretto da Ben Falcone.

## Trama
Nel marzo del 1983, la Terra è stata sottoposta ai raggi cosmici che hanno conferito superpoteri ai sociopatici, provocando un aumento dei supercriminali noti come Miscreant (Miscredenti). Senza nessuno in grado di fermare i Miscreant, le persone normali vivono nel timore di essere attaccate da loro. Dopo che un miscredente uccide i suoi genitori genetisti, mentre tornavano a casa dal lavoro, Emily Stanton è determinata a trovare un modo per fermare i miscredenti.
Nel 1985, Emily ha sacrificato gran parte della sua vita sociale a favore della ricerca di possibili metodi per combattere i miscredenti. Mentre questo si traduce nell'essere continuamente vittima di bullismo, Lydia Berman la difende e diventa la sua migliore e unica amica. Lydia sostiene il sogno di Emily di dare superpoteri a persone normali, anche se cerca di assicurarsi che Emily non lavori troppo. Quando Lydia convince Emily a fare un pisolino di mezz'ora dallo studio nel 1993, accidentalmente fa sì che Emily dorma troppo e si sveglia tardi per un esame AP, mettendo a dura prova la loro relazione e facendola andare alla deriva.
Nel 2024, Emily e Lydia hanno preso strade separate; Emily che è diventata una scienziata e ricercatrice di successo per la sua compagnia e Lydia è diventata uno scaricatore di porto. Lydia cerca di riconnettersi con Emily quando viene programmata una riunione del liceo e la invita a venire tramite un messaggio. Quando non si presenta la sera della riunione, Lydia conclude che Emily è ancora a disagio nel partecipare alle feste da sola e va a prenderla. Emily le dice che le sarebbe piaciuto andare alla riunione, ma si era dimenticata di quando era poiché aveva un progetto su cui doveva lavorare quella notte. Emily vuole mostrare il suo progetto a Lydia, sfortunatamente, Lydia si inietta accidentalmente un siero su cui Emily stava lavorando. Subito dopo, Lydia apprende da Emily che il siero è stato progettato per dare una forza sovrumana a una persona normale e che dovrebbe sottoporsi a un addestramento e un trattamento speciali in modo che il siero non la uccida, continuando il trattamento. Emily si unisce anche a Lydia nel trattamento, anche se meno doloroso da quando Emily ha preso il siero sotto forma di pillola per prendere l'altro superpotere inventato, l'invisibilità. Durante i trentatré giorni di trattamento e formazione, Lydia ed Emily si avvicinano. Lydia scopre che negli anni trascorsi dal diploma di scuola superiore, Emily ha avuto una figlia, Tracy, con uno dei ricercatori, che non poteva sopportarne la responsabilità e le ha lasciate.
Una volta terminato addestramento e trattamento, Emily e Lydia sventano una rapina in un negozio di liquori gestita da un miscredente con le braccia a forma di chele noto come "il granchio", che si infatua di una Lydia altrettanto colpita, con grande preoccupazione di Emily. Emily e Lydia, conosciute come la squadra di supereroi Thunder Force, sono elogiate per la loro eroicità. Questo porta Thunder Force all'attenzione del candidato sindaco William "The King" Stevens, la cui campagna si basa sull'idea che solo lui può porre fine ai crimini dei Miscreant che invece sono sotto i suoi ordini. Con l'aiuto di Laser, una miscredente in grado di generare e controllare raggi di energia simili a fruste, The King cerca di convincere la Thunder Force a lavorare per lui, minacciando di lasciare Chicago in balia dei miscredenti a meno che lui non vinca le elezioni del sindaco. Le Thunder Force continuano a combattere il crimine con i loro superpoteri e supportano la candidata sindaco rivale, facendo perdere le elezioni a The King. Egli quindi invia Laser per attaccare le Thunder Force quando sono in un ristorante. Quando Laser cerca di scappare, Lydia le lancia dietro un autobus nonostante le proteste di Emily. Sebbene nessuno sia rimasto ferito, Emily decide che l'impulsività di Lydia è più problematica che benefica, e ciò mette a dura prova ancora una volta la loro amicizia.
Nel tentativo di fare ammenda, Lydia esce con il Granchio per ottenere alcune informazioni utili. Insieme a come il Granchio sia una persona incompresa che ha dovuto dedicarsi a una vita criminale, Lydia scopre che The King sta progettando di far saltare in aria tutti coloro che non hanno votato per lui alle elezioni, insieme al nuovo sindaco, a una festa che lui ha programmato simulando una festa in onore del nuovo sindaco. Lydia racconta a Emily quello che ha saputo e si scusa per la sua impulsività.
Dopo aver combattuto contro Laser un'ultima volta, le Thunder Force cercano di impedire a The King di far esplodere l'edificio. Quando riescono a trovare la bomba, The King decide di combattere in prima persona le Thunder Force, rivelandosi un miscredente con una forza sovrumana e significativamente più forte di Lydia. Prima che The King possa uccidere Lydia, il Granchio affronta The King che gli rompe le chele. Anche Tracy si unisce alla lotta, essendosi iniettata il siero di sua madre, che le ha dato la capacità di correre a una velocità incredibile. Sebbene riescano a sconfiggere The King, le Thunder Force si rendono conto che la bomba esploderà prima che possano disarmarla. Non avendo alcuna garanzia che la bomba sia abbastanza stabile da non esplodere mentre Tracy la trasporta con la supervelocità in un posto sicuro, Lydia decide di sacrificarsi, sapendo che può almeno ridurre l'impatto dell'esplosione. Salta fuori dall'edificio con la bomba e si tuffa nel fiume Chicago, apparentemente morendo nell'esplosione. Tuttavia, i paramedici riescono a trovare il suo corpo e a rianimarla. Le Thunder Force, ora con un'amicizia più forte tra Emily e Lydia, ricevono dal sindaco l'assistenza delle risorse della città, che accettano.
In una scena a metà dei titoli di coda, Lydia e il Granchio sono in un altro appuntamento, questa volta gustando il pollo crudo, qualcosa che entrambi amano mangiare come effetto collaterale dei loro superpoteri.

## Produzione
Il 29 marzo 2019, è stato reso noto che Netflix aveva dato il via libera al film, intitolato Thunder Force, lo stesso giorno è stato annunciato che sarebbe stato scritto e diretto da Ben Falcone, e che Melissa McCarthy e Octavia Spencer avrebbero interpretato le protagoniste.

### Riprese
Le riprese principali, che si sono svolte in Georgia, negli Stati Uniti, sono iniziate il 25 settembre 2019 e si sono concluse il 10 dicembre successivo.

## Promozione
Il trailer è stato pubblicato il 3 marzo 2021.

## Distribuzione
Il film è uscito sulla piattaforma di streaming Netflix il 9 aprile 2021.

## Accoglienza

### Ascolti
Nei primi 28 giorni dalla pubblicazione, il film è stato visto da circa 52 milioni di utenti.

### Critica
Thunder Force è stato accolto negativamente dalla critica. Sull'aggregatore di recensioni Rotten Tomatoes il film ottiene il 22% delle recensioni professionali positive, con un voto medio di 4,1 su 10 basato su 126 critiche, scrivendo "nonostante alcune risate, Thunder Force è in gran parte una commedia di supereroi che non è divertente, nonché uno spreco del talento dei suoi co-protagonisti" mentre su Metacritic ha un punteggio di 34 su 100 basato su 34 recensioni.
Kate Erbland di IndieWire ha assegnato al film una "C", scrivendo: "nonostante le interpretazioni di McCarthy e Spencer, Thunder Force non è abbastanza intelligente da aprire nuovi orizzonti nell'ambiente dei supereroi", mentre Gayle Sequeira di Film Companion ha scritto: "Thunder Force è stato progettato da qualcuno senza affetto per i film di supereroi, presentandoli perciò in modo superficiale".